# Carmelo Patanè
Carmelo Patanè (Giarre, 26 september 1869 – Catania, 3 april 1952) was een rooms-katholiek prelaat in het koninkrijk Italië en nadien republiek Italië.

## Levensloop
Patanè groeide op in Giarre, in de provincie Catania op Sicilië.
Patané werd priester gewijd in 1892 in het bisdom Acireale, een bisdom in de provincie Catania.
Paus Benedictus XV benoemde hem tot aartsbisschop van Otranto in 1918, op het Zuid-Italiaanse vasteland. Hij bleef in Otranto tot in 1930.
In 1930 verplaatste paus Pius XI hem naar het aartsbisdom Catania. Van 1930 tot zijn dood in 1952 was Patanè er aartsbisschop. Hij was er tevens bestuurder van het psychiatrisch ziekenhuis San Benedetto. In 1944 zette hij het werk van een voorganger Francica-Nava de Bondifè voort die nieuwe parochies creëerde in 1919. Immers van de 10e eeuw tot 1919 bezat het aartsbisdom Catania de bijzonderheid dat het hele aartsbisdom een enkele parochie was, en dit ook op financieel gebied. De aartsbisschop was de enige parochiepriester van het bisdom. Francica-Nava de Bondifè splitste het parochiebisdom in 1919 op per gemeente een parochie. Patanè stichtte vervolgens binnenin de gemeentes nieuwe parochies (1944). 